# Panayiótis Lafazánis
Panayótis Lafazánis (grec moderne : Παναγιώτης Λαφαζάνης), né le 19 novembre 1951 à Éleusis, est un mathématicien et homme politique grec.
Membre de SYRIZA, il fonde ensuite Unité populaire.

## Biographie

### Engagement politique
Il résiste au régime de la dictature des colonels.
Élu député du Pirée sur la liste SYRIZA en janvier 2015, il n'est pas opposé à une sortie de la Grèce de la zone euro, il est le porte-parole du Courant de gauche au sein de SYRIZA.
Le 27 janvier 2015, il est nommé ministre de la Restructuration de la production, de l’Environnement et de l’Énergie dans le gouvernement Tsípras I.
Opposé à l'accord passé entre le gouvernement Tsípras I et l'Union européenne sur une nouvelle aide de 86 milliards d'euros sur trois ans, en échange de nouvelles mesures d'austérité, il fait partie des fondateurs du nouveau parti Unité populaire créé le 21 août 2015 et en devient son leader.
Le 24 août 2015, peu après la démission d'Aléxis Tsípras et l'échec de la formation d'une coalition par Evángelos Meïmarákis, il est chargé par le président de la République de tenter de former un gouvernement, mais y échoue trois jours plus tard.